# Unity Mitfordová
Unity Valkyrie Mitfordová (nepřechýleně Unity Mitford; 8. srpna 1914, Londýn, Anglie – 28. května 1948, Oban, Skotsko) byla anglická šlechtična, známá zejména svým vztahem k nacistickému vůdci Adolfu Hitlerovi. Ve Velké Británii i v Německu byla výraznou zastánkyní nacismu, fašismu a antisemitismu a patřila k Hitlerovu vnitřnímu okruhu přátel. Po vyhlášení druhé světové války se Mitfordová v Mnichově pokusila o sebevraždu střelou do hlavy. Přežila, ale byla těžce zraněna. Byla jí umožněna bezpečná cesta zpět do Anglie, ale nikdy se nevzpamatovala z rozsáhlého poškození mozku.
Unity byla členem rodiny Mitfordů, aristokratické rodiny, která odvozovala svůj původ v Northumberlandu až k normanskému osídlení Anglie v 11. století. Její sestra Diana Mitford byla vdaná za Sira Oswalda Mosleye, 6. baroneta z Mosley, vůdce Britského svazu fašistů.

## Životopis
Unity Mitfordová byla pátá ze sedmi dětí narozených v Londýně v Anglii Davidu Freemanovi-Mitford, 2. baronu z Redesdale a jeho manželce Sydney (1880–1963), dceři Thomase Gibsona Bowlese,člena parlamentu. Byla počata ve městě Swastika v Ontariu v Kanadě, kde její rodina vlastnila zlaté doly. Její sourozenci byli Nancy Mitfordová (28. listopadu 1904 - 30. června 1973), Pamela Mitfordová (25. listopadu 1907 - 12. dubna 1994), Thomas Mitford (2. ledna 1909 - 30. března 1945), Diana Mitfordová (17. června 1910 - 11. srpna 2003), Jessica Mitfordová (11. září 1917 - 22. července 1996) a Deborah Mitfordová (31. března 1920 - 24. září 2014), pozdější vévodkyně z Devonshiru. Jako děti sourozenci žili na Asthall Manor v Asthall v Oxfordshire, a Unity byla vzdělávána v koedukační internátní škole St. Margaret School v Bushey v Hertfordshire.
Životopisec Diany Mitfordové, provdané Mosley, Jan Dalley, se domnívá, že „Unity shledávala život ve své velké rodině velmi obtížným, protože se narodila po svých chytřejších, hezčích a dokonalejších sestrách.“ Zatímco další životopisec David Pryce-Jones dodal: „Pokud pocházíte ze skupiny dětí ve velké rodině, máte co dělat, abyste prosadili svou individualitu, a myslím, že díky zkušenosti se snahou prorazit si cestu vpřed mezi sestrami a v rodině vůbec se Unity rozhodla, že bude formovat svou osobnost proti všemu a všem“. Spekulovalo se, že se Unity obrátila k nacismu jako způsobu, jak se v rodině odlišit. Jak Dalley uvádí: „Myslím si, že touha šokovat byla velmi důležitá, byl to způsob, jakým se ozvláštnila. Když objevila nacismus a zjistila, že to je fantastická příležitost šokovat všechny v Anglii, objevila nejlepší způsob jak všechny dráždit.“
Její mladší sestra Jessica, se kterou sdílela ložnici, byla oddanou komunistkou. Ty dvě narýsovaly čáru křídou a rozdělily místnost. Stranu Jessicy zdobily srpy a kladiva a obrázky Vladimira Lenina, zatímco stranu Unity zdobily svastiky a obrázky Adolfa Hitlera. Dalley poznamenal: „Byli to vlastně ještě děti, nevíte, jak moc to byla jen hra, hra, která se v pozdějším věku stala smrtelně vážnou.“ 

## Společenské postavení
Unity Mitfordová debutovala, tedy byla oficiálně uvedena do společnosti, v roce 1932. Téhož roku její starší sestra Diana opustila svého manžela, aby pokračovala ve vztahu s Oswaldem Mosleym, který právě založil Britskou unii fašistů. Její otec zuřil, pokládal chování Diany za ostudu a skandál pro celou rodinu a zakázal jakémukoli členu rodiny se s Dianou nebo „The Man Mosley“, jak ho nazýval, stýkat. Unity otce neuposlechla a to léto se setkala s Mosleym a Dianou na párty, kterou pořádali.Tam jí slíbili stranický odznak. Mosleyův syn Nicholas prohlásil, že:„Unity se stala velmi extrovertním členem strany, což byla její cesta [...] Připojila se ke straně mého otce a vždy se objevovala v uniformě Černých košil, také se objevovala na komunistických setkáních, tam zdravila fašistickým pozdravem a pokřikovala na řečníka. Ona byla takový typ." Dodává, že ačkoli jeho otec obdivoval odhodlání Unity, Mosley to cítil jinak:„Nedělala nic dobrého pro mně a mou stranu, dělala reklamu jen sama sobě.“
Unity a Diana Mitfordová cestovaly do Německa jako součást britské delegace z Britské unie fašistů na "Nuremberg rallies" ( Norimberské shromáždění - každoroční sjezd nacistické strany v Německu, který se konal v letech 1923 až 1938 v Norimberku ) v roce 1933, kde poprvé uviděly Hitlera. Unity Mitfordová později řekla:„Když jsem ho viděla poprvé, věděla jsem, že není nikdo, koho bych potkala raději.“ Životopiskyně Anne de Courcy potvrzuje: „Norimberská rally na Dianu a Unity hluboce zapůsobila, ... Unity už byla okouzlena Hitlerem předtím, ale toto setkání přeměnilo okouzlení v uctívání. Od té doby chtěla být Hitlerovi co nejblíže.“

## Návrat do Německa

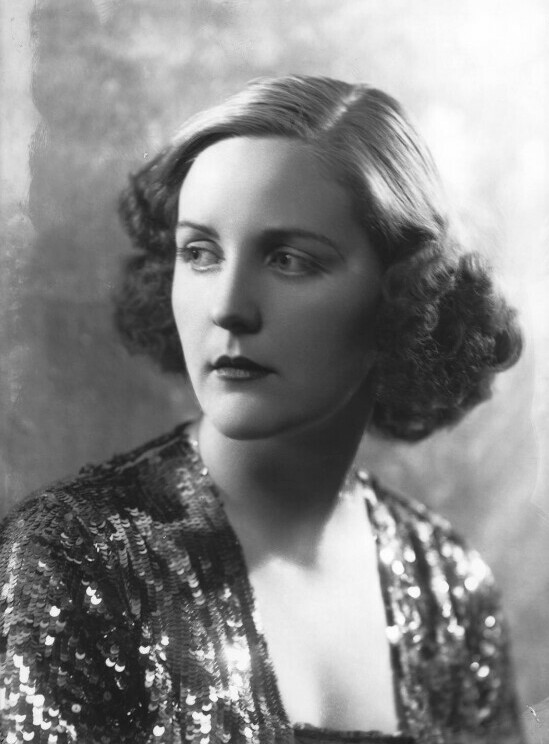
Unity Mitfordová v roce 1937

Unity se vrátila do Německa v létě 1934 a zapsala se do jazykové školy v Mnichově poblíž sídla nacistické strany. Dalley poznamenává: „Byla posedlá setkáním s Hitlerem, a tak se ho rozhodla opravdu pronásledovat.“ Pryce Jones upřesňuje:
Rozhodla se získat Hitlera a věděla, že Hitlerův pohyb lze zjistit. Byla to jedna z mimořádných věcí Hitlerova každodenního života, to že byl tak dostupný veřejnosti. Věděl jsi, ve které kavárně bude, věděl jsi, ve které restauraci bude, v jakém hotelu a on se tam prostě bude procházet a potkávat se s lidmi u buchet a koláčů a bylo možné se s ním takto setkat. Měl ve zvyku jíst v Osteria Bavaria v Mnichově a Unity začala v Osteria Bavaria sedávat každý den. Hitler musel přejít do přední části restaurace, kde seděla tato Angličanka.

Po deseti měsících ji Hitler nakonec pozval ke svému stolu, kde spolu hovořili přes 30 minut a Hitler zaplatil její účet. V dopise otci Unity napsala: „Byl to ten nejúžasnější a nejkrásnější [den] mého života. Jsem tak šťastná, že by mi ani trochu nevadilo umřít. Jsem asi nejšťastnější dívka na světě. Pro mě je to největší muž všech dob.“ Hitler byl také zasažen mladou blonďatou britskou studentkou. Byl okouzlen jejími zvědavými dotazy na germánskou kulturu a také jejími vazbami na ni, včetně jejího prostředního jména Valkýra. Její dědeček Algernon Freeman-Mitford byl přítelem Richarda Wagnera, jednoho z Hitlerových idolů, a napsal úvod ke dvěma dílům Houstona Stewarta Chamberlaina. Dalley říká: „Hitler byl extrémně pověrčivý a věřil, že mu byla Unity seslána, byla mu tak nějak určena.“ Unity následně obdržela pozvání na stranická shromáždění a jiné státní příležitosti a Hitler jí popsal jako „dokonalý exemplář árijského ženství.“
Hitler a Unity se sblížili, přičemž Hitler údajně používal vztah s Unity proti své nové přítelkyni, Evě Braunové, očividně proto aby Eva žárlila. Braunová napsala o Unity do svého deníku: „Je známá jako Valkýra a vypadá tak, včetně jejích nohou. Jsem milenkou největšího muže v Německu a na celém světě, sedím tady a čekám, zatímco mě slunce posměšně pozoruje oknem.“ Braunová získala Hitlerovu pozornost po pokusu o sebevraždu a Unity se z toho poučila, že k upoutání Führerovy pozornosti jsou často zapotřebí zoufalá gesta.
Zúčastnila se festivalu Hitlerjugend v Hesselbergu s Hitlerovým přítelem Juliem Streicherem, kde pronesla zlostný antisemitský projev. Následně tyto názory zopakovala v otevřeném dopise do Streicherova listu "Der Stürmer": „Angličané nemají ponětí o židovském nebezpečí. Naši nejhorší Židé pracují pouze v zákulisí. Myslíme s radostí na den, kdy budeme schopni říci: Anglii jen pro Angličany! Ven s Židy! Heil Hitler! PS: Prosím, uveďte mé jméno v plném rozsahu, chci, aby všichni věděli, že jsem člověk Židy nenávidící.“ Dopis vyvolal v Británii veřejné pohoršení ale Hitler ji odměnil rytým zlatým odznakem se svastikou, soukromým boxem na olympijských hrách v Berlíně v roce 1936 a jízdou speciálním večírkovým mercedesem na festival v Bayreuthu.

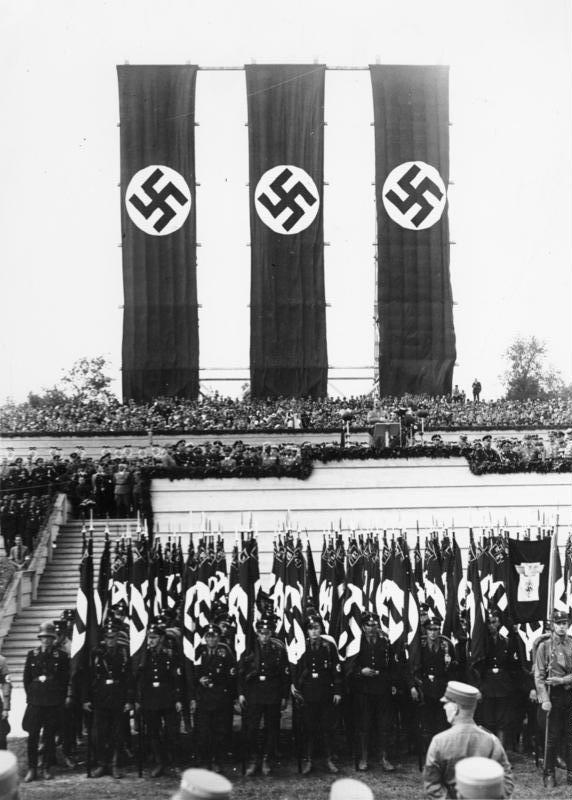
Norimberk, sjezd nacistické strany, projev Adolfa Hitlera

## Uvnitř vnitřního okruhu
Od této chvíle byla Unity uvedena do Hitlerova vnitřního okruhu a zůstala s ním pět let. Když Hitler v roce 1938 oznámil anšlus, objevila se s ním na balkoně ve Vídni. Později byla zatčena v Praze za šíření nacistické propagandy. Pryce Jones uvádí, že „Viděl [Mitfordovou], snad více než stokrát, žádný jiný Angličan neměl takový přístup k Hitlerovi“ a vzbudilo to i podezření britské SIS. Důstojník MI5 Guy Liddell si do svého deníku napsal: „Unity Mitfordová byla s Führerem a jeho stoupenci v těsném a důvěrném kontaktu a byla horlivou a otevřenou stoupenkyní nacistického režimu. Po vypuknutí války zůstala sice v pozadí ale její akce se nebezpečně přiblížily k velezradě.“ Zpráva z roku 1936 zašla ještě dále a prohlásila ji „za více nacistickou než nacisté“ a uvedla, že zaslala Hitlerův pozdrav britskému generálnímu konzulovi v Mnichově. Ten okamžitě požadoval, aby byl její pas zabaven. V roce 1938 jí Hitler dal na výběr ze čtyř bytů v Mnichově. Unity údajně navštívila jeden byt, aby prodiskutovala své plány na přestavbu a design, zatímco obyvatelé židovského původu, židovský pár, seděli a plakali v kuchyni. Bezprostředně před tím žila v domě Erny Hanfstaenglové, sestry jednoho z prvních Hitlerových obdivovatelů a důvěrníků Ernsta Hanfstaengla, ale bylo jí nařízeno odstěhovat se, když se Hitler na Hanfstaengla rozzlobil.
Mnoho prominentních nacistů ale Unity pro její vztah k jejich Führerovi nedůvěřovalo. Albert Speer ve svých vzpomínkách Inside the Third Reich (Uvnitř Třetí říše) o Hitlerově okruhu blízkých osob řekl: „Převládala jedna tichá dohoda: Nikdo nesmí zmiňovat politiku. Jedinou výjimkou byla Lady [sic] Mitfordová, která i v pozdějších letech mezinárodního napětí vytrvale plédovala za svou zemi a často skoro prosila Hitlera, aby uzavřel dohodu s Británií. Navzdory Hitlerově odrazující rezervovanosti o to nepřestala po celá léta usilovat“. Unity létala na Berghof, kde pokračovala v diskusi s Hitlerem o možné německo-britské alianci zašla tak daleko, že dodala i seznamy potenciálních příznivců a nepřátel.
Na festivalu v Bayreuthu v roce 1939 Hitler varoval Unity a její sestru Dianu, že válka s Británií je nevyhnutelná, vypukne během několika týdnů a ony by se měly vrátit domů. Diana se vrátila do Anglie, zatímco Unity se rozhodla zůstat v Německu, ačkoli její rodina ji prosila, aby se vrátila. Po britském vyhlášení války Německu dne 3. září 1939, byla Unity velmi rozrušená. Diana Mitfordová řekla tazateli v roce 1999: „Řekla mi, že kdyby vypukla válka, a všichni jsme samozřejmě strašně doufali, že se to nestane, zabila by se, protože by nevydržela žít a vidět, jak se tyto dvě země trhají navzájem na kusy, obě milovala.“ Ráno 3. září navštívila gauleitera Adolfa Wagnera, aby zjistila, zda bude zadržena jako nepřátelský cizinec, přičemž od Wagnera dostala ujištění, že nebude. Byl znepokojen jejím chováním a určil dva muže, aby ji sledovali, ale dokázala je setřást, vešla do anglické zahrady v Mnichově, vzala pistoli s perlovou rukojetí, kterou jí dal Hitler na ochranu, a střelila se do hlavy. Pokus o sebevraždu přežila a byla hospitalizována v Mnichově, kde ji Hitler často navštěvoval. Zaplatil její účty a zařídil její návrat domů.

## Návrat do Anglie
V prosinci 1939 byla Unity převezena do nemocnice v Bernu v neutrálním Švýcarsku, kam ji jela vyzvednout její matka a nejmladší sestra Deborah. V dopise listu The Guardian z roku 2002 popisuje Deborah tuto zkušenost: „Nebyli jsme připraveni na to, co jsme našli - osoba ležící v posteli byla zoufale nemocná. Ztratila 2 kameny [28 liber; 13 kilogramů], měla obrovské oči a rozcuchané vlasy, nedotčené, protože kulka prošla její lebkou. Střela byla stále v její hlavě, neoperovatelné, řekl doktor. Nemohla chodit, obtížně mluvila a byla jinou osobností, jako by byla po mrtvici. Její vzhled byl šokující, byla to cizinka, někdo, koho jsme neznali. Přivezli jsme ji zpět do Anglie v sanitním voze připojeném k vlaku. Každý otřes pro ni byl utrpení.“
Unity tvrdila, že si z incidentu nic nepamatuje. V lednu 1940 se vrátila do Anglie se svou matkou a sestrou za neutuchajícího zájmu tisku. Její komentář pro tisk: „Jsem ráda, že jsem v Anglii, i když nejsem na vaší straně.“ vedl k veřejným výzvám k její internaci jako zrádkyně. Kvůli zásahu ministra vnitra Johna Andersona byla na přání svého otce ponechána dožít se svou matkou v rodinném domě ve Swinbrooku v Oxfordshire. Pod dohledem profesora Hugha Cairnse, neurochirurga v nemocnici Nuffield v Oxfordu, „se naučila znovu chodit, ale nikdy se úplně nevzpamatovala. Byla inkontinentní a dětinská.“ Její mentální věk byl přirovnáván k desetiletému dítěti, nebo „sofistikovanému dítěti“, jak ji nazval James Lees-Milne (ačkoli pokračoval, že byla „stále velmi zábavná tím Mitfordovským způsobem“). Měla tendenci neustále mluvit, měla problémy se soustředěním mysli a projevovala neobvykle velkou chuť k jídlu a měla nedbalé způsoby při stolování. Lees-Milne ji viděl jako „docela obyčejnou a tlustou a říká, že váží 13+1⁄2 kamene [189 liber; 86 kilogramů]“. Uchovala si však alespoň část své oddanosti nacistické straně; její rodinná přítelkyně Billa Harrod na ní vzpomínala a uvedla, že si přála mít děti a pojmenovat nejstaršího syna Adolf.
Od roku 1943 také strávila dlouhou dobu v Hillmortonu, v oblasti Rugby ve Warwickshire, kde žila s místním vikářem a jeho rodinou. Mitfordová chtěla navštívit svou sestru Dianu ve vězení Holloway a Norah Elam nabídla, že se na krátkou dobu o ní postará v jejich domě v Logan Place. Norah Elam a její manžel Dudley doprovodili Unity, aby 18. března 1943 mohla vidět Dianu a Oswalda Mosleyových v Holloway.
Až do 11. září 1941 měla Unity údajně poměr se zkušebním pilotem RAF Johnem Andrewsem, který sloužil u blízkého letiště RAF Brize Norton. MI5 se o tomto vztahu dozvěděla a v říjnu to oznámila ministrovi vnitra Herbertovi Morrisonovi. Zpráva uvedla že Mitfordová "cestuje po venkově ... a sbírá informace o letcích atd. A ... vyslýchá je". Andrews, bývalý bankovní úředník a ženatý otec, byl „převelen tak daleko, jak to omezený rozsah Britských ostrovů umožňoval.“ Byl vyslán na daleký sever do Skotska, kde zemřel při havárii Spitfiru v roce 1945. Úřady poté dospěly k závěru, že Mitfordová nepředstavuje významnou hrozbu.

## Smrt
Unity se vážně zranila během návštěvy rodinného ostrova "Inch Kenneth" a byla převezena do nemocnice v Obanu. Lékaři usoudili, že odstranit kulku z její hlavy je stále příliš nebezpečné. Dne 28. května 1948 zemřela na zánět mozkových blan způsobený otokem mozku kolem střely. Byla pohřbena na hřbitově Swinbrook. Nápis na jejím náhrobku zní: „Neříkej, že boj nemá smysl.“

## Kontroverze

### Obvinění z předstíraného střelby
Dne 1. prosince 2002, po vydání odtajněných dokumentů (včetně deníku válečného důstojníka MI5 Guye Liddella), investigativní novinář Martin Bright publikoval článek v listu The Observer, který tvrdil, že ministr vnitra John Anderson zasáhl, aby zabránil výslechu Mitfordové po jejím návratu z Německa. Také tvrdil, že střelba, která „se stala součástí mitfordského mýtu“, mohla být smyšlena jako výmluva.
V článku Bright poukázal na to, že fotografové z tisku a další pozorovatelé, kteří byli svědky návratu Mitfordové z Německa do Británie dne 3. ledna 1940 včetně „jejího doprovodu“, o kterém tvrdili, že zahrnoval i další známé stoupence nacizmu do Británie a uvedli, že „nebyly žádné vnější známky jejího zranění“. Záznam z Liddellova deníku ze dne 2. ledna uvádí: „Neměli jsme žádný důkaz podporující obvinění tisku, že nebyla ve vážném zdravotním stavu, a klidně se mohlo stát, že ji přivezli na nosítkách jen proto aby se vyhnula publicitě a nepříjemnostem pro svou rodinu." Chtěl ji po jejím návratu prohledat, ale ministr vnitra mu v tom zabránil. Dne 8. ledna Liddell zaznamenává obdržení zprávy od důstojníků Security Control Officer,kteří byli zodpovědní za setkání s Unity a těmi kdo jí vítali. Ve zprávě se uvádí, že „nebyly vidět žádné známky zranění střelou“.
Její bratranec Rupert Mitford, 6. baron Redesdale, odpověděl na obvinění slovy: „Miluji konspirační teorie, ale zacházejí příliš daleko, když naznačují, že Unity zranění předstírala. Ovšem, lidé se divili, jak brzy po střele do hlavy byla Unity schopná chodit." Její sestra Deborah řekla, že doprovod, který se vrátil s Unity, sestával z ní a jejich matky, a že si nepamatovala, že by je po návratu prohledávali. Unity „nemohla chodit, obtížně mluvila a byla změněnou osobností, jako by byla po mrtvici“, a že má podrobné záznamy o jejím stavu od profesora Cairnse, neurochirurga v nemocnici Nuffield v Oxfordu, včetně rentgenových snímků zobrazujících kulku.
V pozdějším článku pro "New Statesman" Bright uvádí: „Ve skutečnosti se Liddell mýlil v otázce jejího zranění. Skutečně se postřelila a později zemřela na infekci způsobenou kulkou v mozku.“

### Pověsti o Hitlerově dítěti
V prosinci 2007 Bright publikoval článek v listu New Statesman. Psal, že po publikování článku o Unity Mitfordové mu volala paní Val Hannová a nabídla mu nové informace. Řekla, že během války vedla její teta Betty Nortonová soukromou porodnici v Hill View Cottage, ve které byla klientkou i Unity Mitfordová. Podle legendy, předávané v rodině od Betty k matce a poté k samotné Val, se Mitfordová po návratu do Anglie zapsala do nemocnice, kde porodila Hitlerovo dítě, které bylo následně dáno k adopci. Bright uvádí, že byl zpočátku skeptický.
Bright cestoval do Wiggintonu, kde současný majitel Hill View Cottage potvrdil, že Betty Nortonová dům během války skutečně vedla jako porodnici. Bright se setkal se starší obyvatelkou vesnice Audrey Smithovou, jejíž sestra pracovala v Hill View. Potvrdila, že viděla „Unity zabalenou do deky a vypadající velmi nemocně“, ale trvala na tom, že tam byla, aby se vzpamatovala z nervového zhroucení a ne aby rodila. Bright také kontaktoval sestru Unity Deborah, která odsoudila vesnické drby. Bright se vrátil do Národního archivu, kde našel spis o Unity zapečetěný na dobu 100 let. Dostal zvláštní povolení k jeho otevření a zjistil, že v říjnu 1941, když žila v rodinném domě ve Swinbrooku, se stýkala se ženatým zkušebním pilotem RAF - toto vyvolávalo pochybnosti o její invaliditě.
Bright poté vyšetřování ukončil, o zajímavém příběhu se ale zmínil producentovi britského televizního kanálu Channel 4. Vznikla myšlenka na dobré téma pro dokumentární film. Další vyšetřování pak proběhlo v rámci natáčení dokumentu Hitler's British Girl. Filmaři navštívili kanceláře porodnice v Oxfordshire, která v té době vykazovala na Hill View abnormálně velký počet registrací narození, což potvrzovalo její využití jako porodnice. O Mitfordové nebyly nalezeny žádné záznamy a v tu dobu ani nebylo zaregistrováno mnoho porodů. Publikování článku a vysílání filmu následující týden vyvolalo spekulace médií, že Hitlerovo dítě by mohlo žít někde ve Spojeném království.

### V kultuře
Hra Unity od Johna Mortimera o životě Unity v Berlíně byla vysílána na BBC Two 20. března 1981.
Spojení Unity Mitfordové s Adolfem Hitlerem je hlavním námětem románu Resolution od Adama Zernyho.

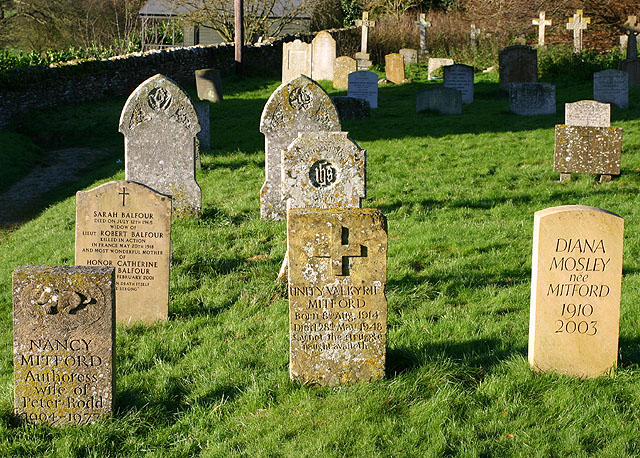
Náhrobní kameny tří sester Mitfordových. Zleva doprava: Nancy Mitfordová, Unity Mitfordová a Diana Mitfordová